# Peugeot 406
Peugeot 406 var en mellanklassmodell som introducerades 1995. Den ersatte då 405-modellen. Modellen fanns i tre karosserier; som sedan, kombi (Break) och coupé. Designen stod Pininfarina för. Bottenplatta, motorer och viss annan teknik delade 406 med koncernkollegan Citroëns Xantiamodell. 
Nypriset för en standard sedanmodell var ca 159 900kr och 10 000kr mer för Kombimodellen (Break). Dyraste versionen som var 406 Sv Break med v6 motorn låg runt 245 900kr .   Modellen ansiktslyftes 1999 för att bättre anknyta till Peugeots övriga modellflora. Den ansiktslyfta modellen kallas för D9 medan ursprungsvarianten kallas för D8. Samtidigt förbättrades inredningen med bland annat ny instrumentbräda, nya stolar och mer säkerhetsutrustning. Sedanmodellen fick ny front och akter medan kombin endast erhöll modifieringarna i fronten. Coupévarianten fick subtila modifieringar externt såsom klara istället för gula sidoblinkers och annan utformning av lejonet i grillen. Den sistnämnda fick en karossmässig uppdatering 2003 där en ny frontspoiler/grill är den mest uppenbara skillnaden. Peugeot 406 överlevde som modellserie till 2004, då den ersattes av 407-modellen(dock såldes kombimodellen ett år längre). Modellen var mycket framgångsrik över hela Europa[källa behövs]; inte minst i Skandinavien. Till stor del berodde detta på låga priser, god utrustning, ett chassi med bra komfort och en rymlig kaross. I exempelvis Danmark var den länge den mest sålda bilmodellen[källa behövs]. Totalt tillverkades omkring 1,7 miljoner 406[källa behövs].

## Motoralternativ
| Modell    | Årsmodell | Motor                   | Cylindervolym | Effekt   | Vridmoment | Bränslesystem             |
| --------- | --------- | ----------------------- | ------------- | -------- | ---------- | ------------------------- |
| 1.6*¹     | 1995-1997 | 4-cyl radmotor SOHC 8V  | 1580 cm³      | 88 hk    | 130 Nm     | Bränsleinsprutning        |
| 1.8*¹     | 1998-2000 | 4-cyl radmotor SOHC 8V  | 1761 cm³      | 90 hk    | 147 Nm     | Bränsleinsprutning        |
| 1.8       | 1995-2000 | 4-cyl radmotor DOHC 16V | 1761 cm³      | 110 hk   | 155 Nm     | Bränsleinsprutning        |
| 1.8       | 2001-2004 | 4-cyl radmotor DOHC 16V | 1749 cm³      | 115 hk   | 160 Nm     | Bränsleinsprutning        |
| 2.0       | 1995-1999 | 4-cyl radmotor DOHC 16V | 1998 cm³      | 132 hk   | 180 Nm     | Bränsleinsprutning        |
| 2.0       | 2000      | 4-cyl radmotor DOHC 16V | 1997 cm³      | 135 hk   | 190 Nm     | Bränsleinsprutning        |
| 2.0       | 2001-2004 | 4-cyl radmotor DOHC 16V | 1997 cm³      | 136 hk   | 190 Nm     | Bränsleinsprutning        |
| 2.0 HPi   | 2001-2003 | 4-cyl radmotor DOHC 16V | 1997 cm³      | 140 hk   | 192 Nm     | Direktinsprutning         |
| 2.0 Turbo | 1996-1998 | 4-cyl radmotor SOHC 8V  | 1998 cm³      | 147 hk   | 235 Nm     | Bränsleinsprutning, turbo |
| 2.2       | 2000-2004 | 4-cyl radmotor DOHC 16V | 2230 cm³      | 160 hk   | 217 Nm     | Bränsleinsprutning        |
| 3.0       | 1997-1999 | V6-motor DOHC 24V       | 2946 cm³      | 194 hk   | 267 Nm     | Bränsleinsprutning        |
| 3.0       | 2000-2004 | V6-motor DOHC 24V       | 2946 cm³      | 207 hk*² | 285 Nm     | Bränsleinsprutning        |
| 1.9 SD*¹  | 1996-1999 | 4-cyl radmotor SOHC 8V  | 1905 cm³      | 75 hk    | 135 Nm     | Turbodiesel               |
| 1.9 TD    | 1996-1999 | 4-cyl radmotor SOHC 8V  | 1905 cm³      | 90 hk*³  | 196 Nm     | Turbodiesel               |
| 2.0 HDi   | 2000-2004 | 4-cyl radmotor SOHC 8V  | 1997 cm³      | 90 hk    | 205 Nm     | Turbodiesel               |
| 2.0 HDi   | 1999-2001 | 4-cyl radmotor SOHC 8V  | 1997 cm³      | 109 hk   | 250 Nm     | Turbodiesel               |
| 2.0 HDi   | 2002-2004 | 4-cyl radmotor SOHC 8V  | 1997 cm³      | 107 hk   | 250 Nm     | Turbodiesel               |
| 2.1 TD    | 1996-1998 | 4-cyl radmotor SOHC 12V | 2088 cm³      | 109 hk   | 250 Nm     | Turbodiesel               |
| 2.2 HDi   | 2001-2004 | 4-cyl radmotor DOHC 16V | 2179 cm³      | 133 hk   | 314 Nm     | Turbodiesel               |

*¹ Ej Sverige.

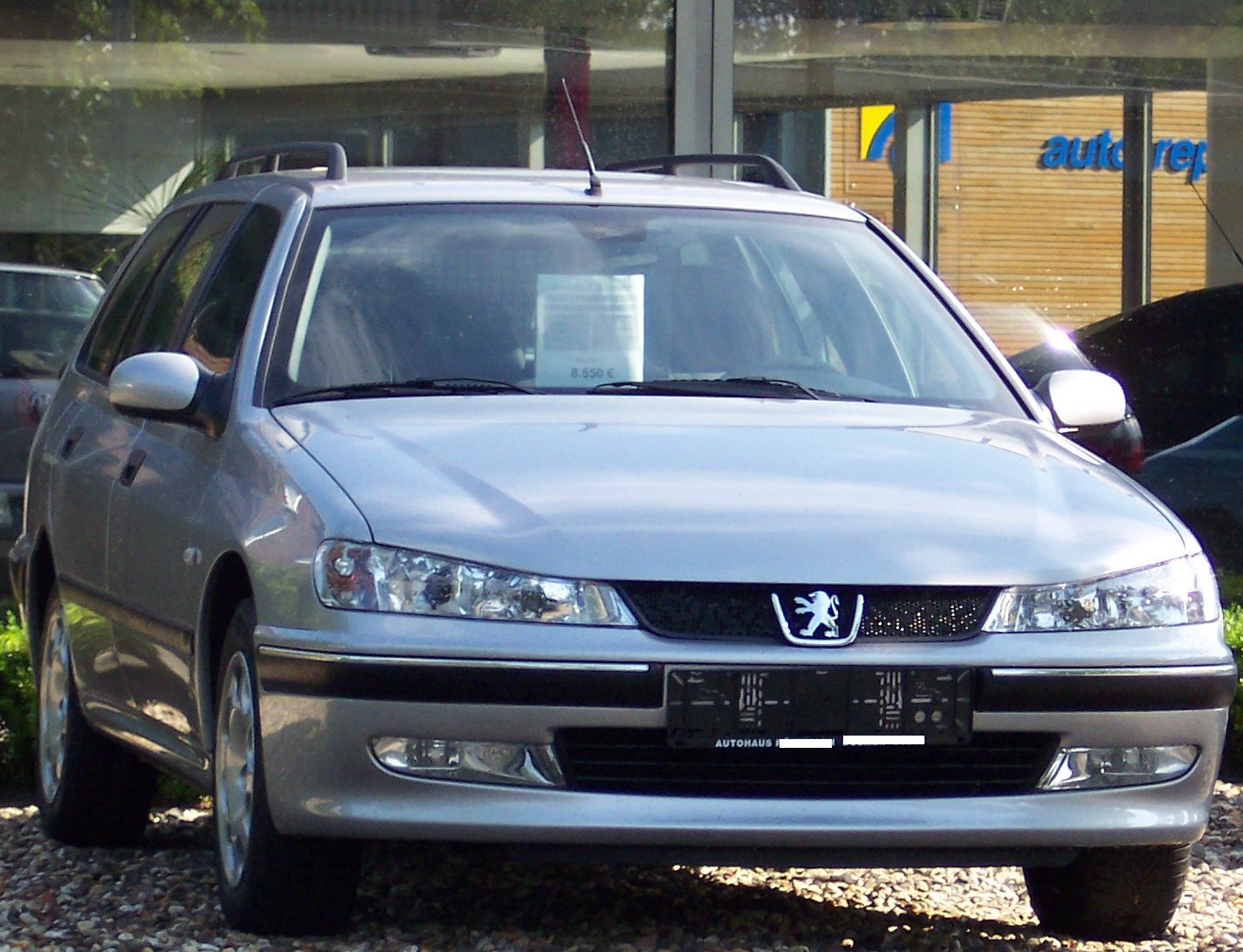
En ansiktslyft 406 Break.

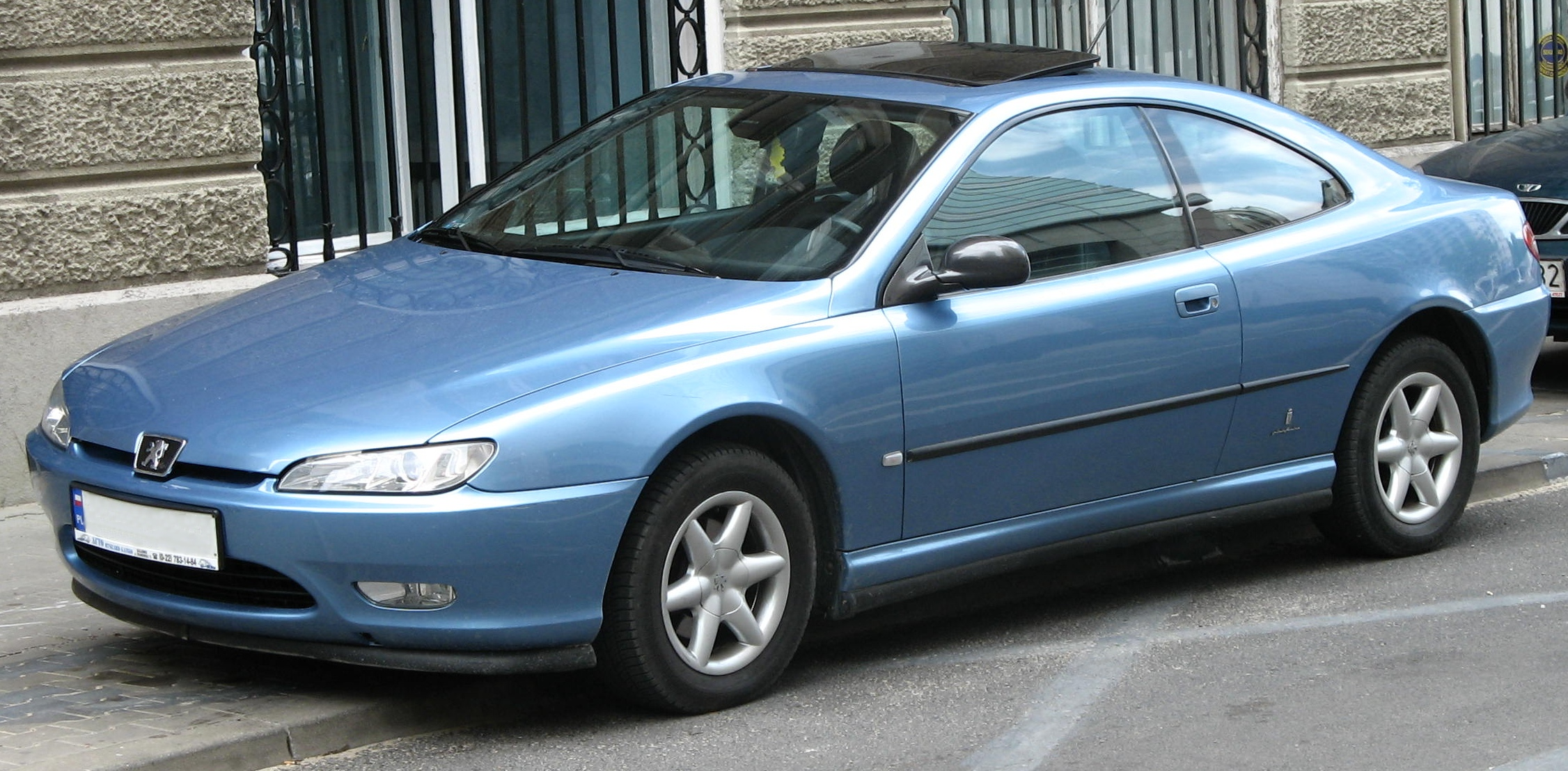
Peugeot 406 Coupé

*² Peugeot/Transportstyrelsen anger 152 kW som motsvarar 207 hk. Peugeot anger att 152 kW motsvarar 210 hk.

*³ 1.9 TD för vissa exportmarknader 92 i stället för 90 hk.

## Mått
Sedan:
Längd: 460 cm Höjd: 141,5 cm
Bredd: 176 cm Axelavstånd: 270 cm
Kombi:
Längd: 474 cm Höjd: 150,5 cm  
Bredd: 176 cm Axelavstånd: 270 cm
Coupé:
Längd: 465 cm Höjd: 135 cm
Bredd: 178 cm Axelavstånd: 270 cm